# اندرسونيلا
اندرسونيلا (بالإنجليزية: Anderseniella)‏ هو جنس ضوئي غيروي التغذية مندرج تحت  شعبة المتقلبات (بكتيريا)

## أصل التسمية
سمي هذا الجنس نسبة إلى عالم الأحياء الدقيقة الفرنسي فاليري اندرسون.

## الأنواع
يضم هذا الجنس نوع واحد هو:
- Anderseniella baltica